# Julija Jelistratowa
Julija Oleksandriwna Jelistratowa-Sapunowa (ukrainisch Юлія Олександрівна Єлістратова Сапунова, international gebräuchliche Umschrift: Yuliya Yelistratova; * 15. Februar 1988 in Schytomyr) ist eine ukrainische Triathletin. Sie ist U23-Europameisterin des Jahres 2009, Vizeeuropameisterin auf der olympischen Kurzdistanz (2016) sowie Olympiateilnehmerin (2016) und zweifache sowie amtierende ukrainische Triathlon-Staatsmeisterin (2014, 2021).

## Werdegang
Jelistratowa war von 2008 bis 2010 mit dem russischen, in Kasachstan gebürtigen Triathleten Danylo Sapunow (* 1982) verheiratet. Von 2008 bis 2010 wurde Jelistratowas Familienname in allen offiziellen ITU-Verzeichnissen auch rückwirkend durch Sapunowa (internationale Umschrift: Sapunova) ersetzt, seit 2011 wird in ITU-Listen wieder ausschließlich der Geburtsname Yelistratova (in dieser international üblichen Umschrift) benutzt.
Neben ihrer Vollzeitbeschäftigung Triathlon studierte Jelistratowa an der Staatlichen Universität für Bodenkultur in Schytomyr BWL (ukr. Національний агроуніверситет Украины в Житомире). Jelistratowa ist Trägerin des Titels Meister des Sports (мастер срорта) und trainierte mit Natalia Kirillowitsch.
Als 16-Jährige trat Jelistratowa erstmals, noch als Juniorin, in der Elite-Klasse beim Premium-Triathlon-Europa-Cup in Alanya (26. Oktober 2005) an und wurde bei diesem Debüt Achte, wohlgemerkt unter der Welt-Elite. 2006 wurde sie beim BG-Triathlon-Weltcup in Tiszaújváros 20. In ihrer eigenen Altersklasse erkämpfte sie ab 2006 regelmäßig Podestplätze, so z. B. bei den Junioren-Europacup-Bewerben in Eilat die Goldmedaille und in Alanya und in Rijeka die Silbermedaille. Gesponsert wird Jelistratowa von Champion System, dem Team BG ITU Sport Development Programm und TYR.
Jelistratowa ist Botschafterin des Vereins Athletes for Ukraine.

### U23-Europameisterin Triathlon 2009
Im Jahr 2009 nahm Jelistratowa-Sapunowa an vier Bewerben der Weltmeisterschafts-Serie Dextro-Energy-World-Championship-Series teil: in Tongyeong wurde sie 31. (Elite), in Kitzbühel Sechste (Elite), in Yokohama 21. (Elite) und beim Grand Final an der Gold Coast Fünfte (U23-Wertung).

Bei den Weltcup-Rennen in Mooloolaba, Tiszaújváros und Huatulco wurde sie 19., Fünfte und wieder Fünfte (jeweils Elite-Klasse). Im Europacup-Bewerb in Brünn, dem Premium-Europacup in Eilat und dem Premium-Asiencup in Peking konnte sie dreimal Gold erkämpfen, beim Premium-Asiencup in Hongkong gewann sie Silber (Eliteklasse).
Gleich zu Beginn der Saison 2009 hatte sich Jelistratowa in Tarzo Revine am 20. Juni 2009 den Europameisterschafts-Titel in ihrer Altersklasse (U23) gesichert. Unter keinem guten Stern stand hingegen der Premium-Europacup in Alanya: Ausgerechnet bei jenem Bewerb, bei dem sie in den vergangenen drei Jahren Gold (2007) und Silber (2006 und 2008) gewonnen hatte, schied Jelistratowa, wie übrigens fast ein Drittel der Teilnehmerinnen, aus.

### Vizeweltmeisterin Aquathlon 2014
Im Juli 2014 wurde sie Staatsmeisterin Triathlon und im August wurde sie Aquathlon-Vizeweltmeisterin.
Seit April 2016 ist Jelistratowa mit dem russischen Triathleten Vladímir Turbaevskiy (* 1983) verheiratet. Im Mai 2016 wurde sie Vizeeuropameisterin auf der olympischen Distanz. Bei den Olympischen Sommerspielen 2016 in Rio de Janeiro belegte sie im August den 38. Rang. Im Juli 2018 belegte die damals 30-Jährige in Estland den 15. Rang bei der Europameisterschaft auf der Triathlon-Sprintdistanz.

### Doping-Sperre 2021
Im Juli 2021 wurde die zuvor qualifizierte ukrainische Triathletin wegen eines auf EPO positiven Dopingtest vom 5. Juni 2021 nur wenige Stunden vor dem Rennen von den Olympischen Sommerspielen 2020 ausgeschlossen.

## Sportliche Erfolge
| Datum/Jahr    | Rang | Wettbewerb                                           | Austragungsort    | Zeit     | Bemerkung |
| ------------- | ---- | ---------------------------------------------------- | ----------------- | -------- | --- |
| 10. Juli 2021 | 1    | UKR Triathlon National Championships                 | Chmelnyzkyj       | 02:09:10 | Staatsmeisterin Triathlon                                                                                    |
| 15. Mai 2021  | 18   | ETU Triathlon European Cup                           | Caorle            | 01:01:41 | |
| 14. März 2020 | 7    | ITU Triathlon World Cup                              | Mooloolaba        | 00:58:41 | hinter der britischen Siegerin Vicky Holland                                                                 |
| 4. Dez. 2019  | 2    | ASTC Triathlon West Asian Championships              | Bahrain           | 01:05:56 | Zweite hinter der Spanierin Jocelyn Daniely Brea Abreu                                                       |
| 3. Nov. 2019  | 2    | ITU Triathlon World Cup                              | Lima              | 00:59:12 | Zweite hinter Ai Ueda                                                                                        |
| 15. Juni 2019 | 8    | ITU Triathlon World Cup                              | Nur-Sultan        | 01:58:18 | |
| 21. Okt. 2018 | 1    | ITU Triathlon World Cup                              | Salinas           | 00:58:19 | |
| 20. Juli 2018 | 15   | ETU Sprint Distance Triathlon European Championships | Tartu             | 01:00:27 | Europameisterschaft auf der Sprintdistanz                                                                    |
| 10. Juni 2018 | 7    | ITU Triathlon World Cup                              | Huatulco          | 01:02:00 | |
| 2. Juni 2018  | 1    | ETU Sprint Triathlon European Cup                    | Dnipro            | 01:00:13 | |
| 20. Aug. 2016 | 38   | Olympische Sommerspiele 2016                         | Rio de Janeiro    | 02:03:27 | |
| 13. Aug. 2016 | 1    | ITU Sprint Triathlon European Cup                    | Tønsberg          | 01:02:17 | |
| 10. Juni 2016 | 2    | ITU Triathlon World Cup                              | Tiszaujvaros      | 01:00:20 | |
| 28. Mai 2016  | 2    | ETU Triathlon European Championships                 | Lissabon          | 02:04:19 | Vizeeuropameisterin auf der olympischen Kurzdistanz                                                          |
| 16. Apr. 2016 | 4    | ITU Triathlon World Cup                              | Chengdu           | 02:01:06 | |
| 9. Apr. 2016  | 38   | ITU World Championship Series 2016                   | Gold Coast        | 02:04:04 | |
| 17. Okt. 2015 | 1    | ITU Triathlon World Cup                              | Alanya            | 01:59:32 | [ 4 ] |
| 26. Sep. 2015 | 2    | ETU Triathlon European Cup Final                     | Sotschi           | 01:59:35 | |
| 6. Sep. 2015  | 3    | ETU Triathlon Premium European Cup                   | Constanta-Mamaia  | 02:09:52 | |
| 13. Juni 2015 | 4    | Europaspiele 2015                                    | Baku              | 02:03:11 | |
| 9. Mai 2015   | 5    | ITU Triathlon World Cup                              | Chengdu           | 01:59:00 | |
| 5. Okt. 2014  | 3    | ITU Triathlon World Cup                              | Cozumel           | 00:58:55 | |
| 21. Sep. 2014 | 1    | ETU Triathlon European Cup                           | Madrid            | 02:10:02 | |
| 30. Aug. 2014 | 33   | ITU World Championship Series 2014                   | Edmonton          | 02:06:10 | Grand Final                                                                                                  |
| 3. Aug. 2014  | 2    | ETU Triathlon European Cup                           | Istanbul          | 01:02:55 | |
| 18. Juli 2014 | 1    | UKR Triathlon National Championships                 | Zhytomir          | 02:10:25 | Staatsmeisterin Triathlon                                                                                    |
| 1. Juni 2013  | 2    | UKR Triathlon National Championships                 | Kiew              | 02:04:56 | Vizestaatsmeisterin Triathlon                                                                                |
| 19. Mai 2013  | 3    | ITU Triathlon World Cup                              | Huatulco          | 02:16:58 | Dritte hinter der Brasilianerin Pamela Oliveira und der Österreicherin Lisa Perterer                         |
| 7. Apr. 2012  | 2    | ITU Sprint Triathlon African Cup                     | Larache           | 01:11:51 | Zweite hinter der Spanierin Carolina Routier                                                                 |
| 24. Juni 2011 | 5    | ETU Triathlon European Championships                 | Pontevedra        | 02:06:10 | Europameisterschaft                                                                                          |
| 28. Aug. 2010 | 2    | ETU Triathlon European Championship U23              | Vila Nova de Gaia | 02:14:30 | Vizeeuropameisterin U23                                                                                      |
| 15. Aug. 2010 | 1    | USPE Europäische Polizeimeisterschaften im Triathlon | Kitzbühel         | 02:04:27 | Polizei-Europameisterschaft auf der olympischen Distanz (1,5 km Schwimmen, 40 km Radfahren und 10 km Laufen) |
| 20. Juni 2009 | 1    | ETU Triathlon European Championship U23              | Tarzo Revine      |          | U23-Europameisterin                                                                                          |
| 6. Sep. 2008  | 2    | ETU Triathlon European Championship U23              | Pulpí             |          | U23-Vizeeuropameisterin                                                                                      |
| 2. Sep. 2006  | 4    | ITU Triathlon World Championship Junior Women        | Lausanne          | 01:06:26 | Junioren-Weltmeisterschaft                                                                                   |
| 23. Juni 2006 | 5    | ETU Triathlon European Championship Junior Women     | Autun             | 01:07:17 | Junioren-Europameisterschaft                                                                                 |
| 10. Sep. 2005 | 14   | ITU Triathlon World Championship Junior Women        | Gamagōri          | 01:03:39 | Junioren-Weltmeisterschaft                                                                                   |

| Datum/Jahr   | Rang | Wettbewerb                                      | Austragungsort | Zeit     | Bemerkung                                                                         |
| ------------ | ---- | ----------------------------------------------- | -------------- | -------- | --------------------------------------------------------------------------------- |
| 7. Okt. 2006 | 7    | ETU Duathlon European Championship Junior Women | Rimini         | 01:06:50 | Europameisterschaft der Junioren (5 km Laufen, 20 km Radfahren und 2,5 km Laufen) |

| Datum/Jahr    | Rang | Wettbewerb                        | Austragungsort | Zeit     | Bemerkung                   |
| ------------- | ---- | --------------------------------- | -------------- | -------- | --------------------------- |
| 27. Aug. 2014 | 2    | ITU Aquathlon World Championships | Edmonton       | 00:27:52 | Aquathlon-Vizeweltmeisterin |
| 11. Sep. 2013 | 3    | ITU Aquathlon World Championships | London         | 00:32:08 |                             |

(DNF – Did not finish)